# Le Monocle
Ne doit pas être confondu avec Monocle (magazine britannique) ou Monocle (magazine américain).
Le commandant Théobald Dromard, dit le Monocle, est le personnage principal d'une trilogie cinématographique de Georges Lautner d'après l'œuvre du Colonel Rémy. Son rôle est interprété par Paul Meurisse.
- Le Monocle noir, 1961
- L'Œil du Monocle, 1962
- Le Monocle rit jaune, 1964

Clins d'œils croisés :
Paul Meurisse fait également une courte apparition clin d'œil (caméo) à la fin des Tontons flingueurs, autre film de Georges Lautner de 1963. Réciproquement, Lino Ventura fait une courte apparition dans Le Monocle rit jaune.